# Valentín Kuzmín
Valentín Kuzmín   (Moscou, 4 de gener de 1941 - Moscou, 2008) fou un nedador rus, especialista en papallona, que va competir sota bandera soviètica durant les dècades de 1950 i 1960.
En el seu palmarès destaquen quatre medalles al Campionat d'Europa de natació, una d'or i una de plata el 1962 i dues d'or el 1966. A les Universíades guanyà una medalla d'or, una de plata i una de bronze en les edicions de 1963 i 1965. A nivell nacional guanyà 13 campionats soviètics: tres dels 100 papallona (1961, 1964 i 1966), nou dels 200 papallona (1959 a 1964 i de 1966 a 1968) i un dels 4x100 estils (1963). Va establir set rècords europeus dels 200 metres papallona entre 1962 i 1966, així com 24 rècords soviètics.
Durant la seva carrera esportiva va prendre part en tres edicions dels Jocs Olímpics d'Estiu. El 1960, a Roma, fou setè en els 200 metres papallona del programa de natació. El 1964, a Tòquio, disputà fou quart en els 4x100 metres estils i cinquè en els 200 metres papallona. La darrera participació en uns Jocs fou el 1968, a Ciutat de Mèxic, on fou quart en els 200 metres papallona.
Es va doctorar en ciències econòmiques i va ser professor a la Universitat Estatal de Moscou. Entre 1989 i 2005 va treballar a Xile per les Nacions Unides.